# Резкий (корвет)
«Резкий» — российский многоцелевой корвет с управляемым ракетным вооружением ближней и дальней морской зоны Военно-Морского Флота Российской Федерации, четвертый корабль проекта 20380, построенный на Амурском судостроительном заводе (АСЗ).
Предназначен для патрулирования, ведения борьбы с надводными и подводными кораблями противника, поддержки морского десанта в ближней морской зоне.

## Строительство
Заложен в Комсомольске-на-Амуре на стапеле АСЗ 1 июля 2016 года, в день 80-летия завода. По изначальному плану, передача корабля в состав ВМФ России готовилась осенью 2020 года, но ещё в 2018 году была перенесена — сначала на декабрь 2021 года, а затем на май 2022 года. Затем перенесён на первый квартал 2023 года.
Летом 2018 года корвет получил композитную надстройку, изготовленную на Средне-Невском судостроительном заводе. К декабрю 2019 года корпус корвета был сформирован, а надстройка установлена. В мае 2020 года АО «ЛГМ» изготовил и осуществил отгрузку партии морских электронасосов типа НЦВ для данного корвета.
К середине июня 2021 года корпус был окончательно сформирован, и корабль начали готовить к выводу из стапельного цеха. Спуск на воду состоялся 1 июля 2021 года.
В ноябре 2021 года транспортный корабль-док «Зея» доставил во Владивосток корвет «Резкий». И 19 ноября на корвете начались швартовные испытания. 6 декабря 2021 года на корвет заселился экипаж.
13 апреля 2022 года во Владивостоке начались предварительные ходовые испытания корвета «Резкий». Во время которых сдаточная команда совместно с экипажем проверили работу навигационного оборудования и ряда других систем корвета. 9 июня посетившим АСЗ губернатором Хабаровского края Михаилом Дегтяревым было объявлено, что в состав КТОФ корвет войдёт во второй половине октября 2022 года. С 12 августа 2022 года начались заводские ходовые испытания (первый этап). 
26 декабря 2022 года начались государственные испытания (первый этап), которые должны закончиться в первом квартале 2023 года. 3 марта 2023 года появилась информация о возможном вводе корабля в строй к концу мая этого же года, однако позже сроки сдачи перенесены были на осень 2023 года.
14 сентября 2023 года корвет вошёл в боевой состав ТОФ России.

## Конструкция
Корабль построен по модульной схеме, что позволяет устанавливать на них новые системы оружия и радиоэлектронного вооружения без больших переделок и затрат времени. Основные принципы заложенные в проект корветов — многофункциональность, компактность, малозаметность, автоматизация корабельных систем, повышенная живучесть корабля. Жизненный цикл корабля определён в 30 лет.

### Корпус и надстройка
Корпус корвета — стальной гладкопалубный. Благодаря новым обводам подводной части корпуса снижено сопротивление воды от 5 % до 25 %, в зависимости от скорости. Имеется носовой бульб.
Надстройка корабля выполнена из современных многослойных композитных материалов с усилением конструкции материалами на основе углеродистого волокна. Форма надстройки спроектирована по так называемой «стелс-технологии» с целью уменьшения радиолокационной заметности.
На корме размещён ангар с взлётно-посадочной площадкой для вертолета типа Ка-27.

### Главная энергетическая установка
Главная энергетическая установка (ГЭУ) — двухвальная дизельная. Установка создана на основе двух дизель-дизельных агрегатов ДДА12 000, в каждый из которых включены два дизеля 16Д49 производства ОАО «Коломенский завод», двух редукторных передач и одного суммирующего реверс-редукторного агрегата производства ОАО «Звезда». Дальность плавания составляет 4000 миль при движении экономическим ходом (14 узлов).
Для выработки электроэнергии установлены четыре дизель-генератора 22-26ДГ по 630 кВт каждый.

### Вооружение боевое
- 2 × 4 ПУ «Уран-У» с противокорабельными ракетами Х-35
- 3 × 4 ВПУ ЗРК «Редут»[21]
- 2 × 6 × 30-мм артиллерийских установки АК-630М-06
- 1 × 1 × 100-мм артиллерийская установка А-190
- 2 × 4 324-мм торпедных аппарата с торпедами комплекса «Пакет-НК»[22]
- 2 × 1 × 14,5-мм пулемётных установки
- 2 × 2 противодиверсионный гранатомёт ДП-64 «Непрядва»
- Переносной зенитно-ракетный комплекс «Игла-С»

### Вооружение радиоэлектронное и радиотехническое
- Навигационная радиолокационная станция «Пал-Н»
- МФ РЛК «Заслон»[23]
- Система спутниковой навигации CH-3101
- Система управления артиллерийским огнём 5П-10-02 «Пума»
- Гидроакустический комплекс «Заря-2»
- Гидроакустическая станция «Минотавр-М»
- ОГАС «Анапа-М»
- Станция РЭБ постановки помех ТК-25
- Четыре пусковые установки ПК-10 снарядов радиоэлектронного подавления и постановки пассивных помех «Смелый»
- БИУС «Сигма-20380»
- Автоматизированный комплекс связи Р-779-16 «Рубероид»
- Оптическая система посадки вертолетов ОСПВ-20380
- Автоматизированный комплекс навигации и гиростабилизации для кораблей «Чардаш»[24]

## Служба
14 сентября 2023 года на корабле был поднят Андреевский флаг и он введён был в боевой состав 36-й дивизии надводных кораблей Тихоокеанского флота.

## Командиры
Капитан 2 ранга Е. Ковалёв.